# ريتشارد ريد (ممثل)
ريتشارد ريد (بالإنجليزية: Richard Reid)‏ هو ممثل بريطاني، ولد في 24 سبتمبر 1984 بلندن في المملكة المتحدة.

## أعمال

### أفلام
- (2001) هاري بوتر وحجر الفلاسفة
- (2013) طريق الشيطان

## وصلات خارجية
- ريتشارد ريد على موقع IMDb (الإنجليزية)
- ريتشارد ريد على موقع قاعدة بيانات الفيلم (الإنجليزية)